# Sucua Airport
Sucua Airport är en flygplats i Ecuador.   Den ligger i provinsen Morona Santiago, i den centrala delen av landet, 250 km söder om huvudstaden Quito. Sucua Airport ligger 801 meter över havet.
Terrängen runt Sucua Airport är huvudsakligen kuperad, men västerut är den bergig. Runt Sucua Airport är det glesbefolkat, med 18 invånare per kvadratkilometer. Närmaste större samhälle är Sucúa, 2,8 km norr om Sucua Airport. I omgivningarna runt Sucua Airport växer i huvudsak städsegrön lövskog.